# Montanhas Cardamomo

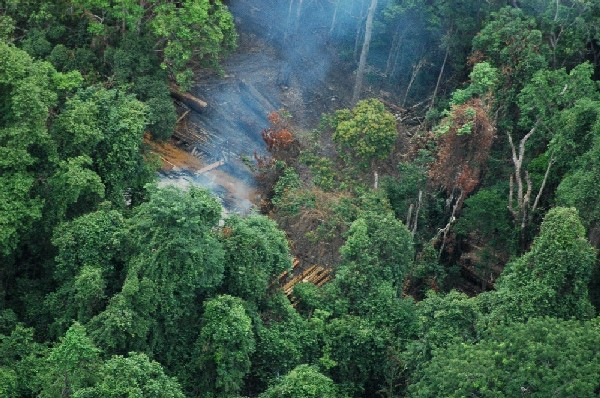
Vista de campo ilegal de extração de madeira nas Montanhas Cardamomo na Província Koh Kong.

As Montanhas Krâvanh, ou literalmente "Montanhas Cardamomo" (Khmer: , Chuor Phnom Krâvanh; Tailandês: เขาบรรทัด, Khao Banthat) é um espaço montanhoso na região sudoeste do Camboja, próximo à fronteira com a Tailândia. Phnom Aural, a maior elevação, com 1.813 metros de altitude, é próxima de Pursat e é, também, o local mais elevado do Cambodja.
A população das Montanhas Cardamomo é extremamente pobre e ameaça a diversidade biológica da região através da perda de habitat devido às extração ilegal de madeira, invasão do ambiente selvagem e incêndios florestais causados por agricultores. Entre as organizações de conservação internacional que atuam na região estão Wildlife Alliance, Conservation International, Fauna and Flora International e WWF.  